# Kukpuk River
Der Kukpuk River ist ein 253 km langer Zufluss der Tschuktschensee im Nordwesten des US-Bundesstaats Alaska.

## Flusslauf
Der Kukpuk River entspringt in den De Long Mountains auf einer Höhe von etwa 600 m. Er fließt in überwiegend westlicher Richtung zum Meer. Er durchquert dabei eine Tundralandschaft im Süden der Lisburne-Halbinsel. Bei Flusskilometer 65 erreicht der Fluss den südlichen Randbereich der Lisburne Hills, ein niedriges Gebirge in Küstennähe. Nach weiteren 20 km trifft der Ipewik River, der bedeutendste Nebenfluss, von rechts auf den Kukpuk River. Dieser erreicht schließlich 17,5 km ostnordöstlich von Point Hope das Marryat Inlet, eine Lagune an der Küste der Tschuktschensee.

## Einzugsgebiet
Der Kukpuk River entwässert ein Areal von etwa 5830 km². Es umfasst einen Großteil der Lisburne-Halbinsel und reicht im Osten bis zu den De Long Mountains. Das Einzugsgebiet grenzt im Nordosten an das des Pitmegea River, im Osten an das des Kukpowruk River sowie im Süden an die Einzugsgebiete von Wulik River und Kivalina River. 

## Namensgebung
Der Eskimo-Name des Flusses mit der Bedeutung „großer Fluss“ wurde 1890 publiziert.